# Sivuyile Ngesi
Sivuyile Ngesi, né le 18 octobre 1985 à Gugulethu, est un acteur, comédien, présentateur et producteur sud-africain.

## Enfance
Ngesi est né dans une famille Xhosa de quatre enfants à Gugulethu à l'est du Cap. Il y passe sa petite enfance avant de déménager à Langa puis à Pinelands. Sa mère Jacqueline est directrice d'école. Il perd son père dans un accident de voiture en 2004. Ngesi fréquente le Pinelands High School et suit une formation à la Waterfront Theatre School et au Jazzart Dance Theatre. Il dévoile plus tard lors du #FeesMustFall qu'il n'avait pas les moyens de payer l'université.

## Carrière
Enfant, Ngesi commence sa carrière en tant qu'acteur, interprétant le rôle de Gavroche dans Les Misérables en tournée en Asie. Il joueégalement une pièce dans la comédie musicale pour Nelson Mandela.
Ngesi fait ses débuts à la télévision dans le film original de Disney Channel Zenon: Z3 en tant que Bobby et ses débuts au cinéma dans The World Unseen. Il joue le rôle de Thomas dans 24: Redemption, une suite télévisée de 2008 de la série d'action Fox 24, et un petit rôle dans le biopic Invictus de Nelson Mandela et François Pienaar.

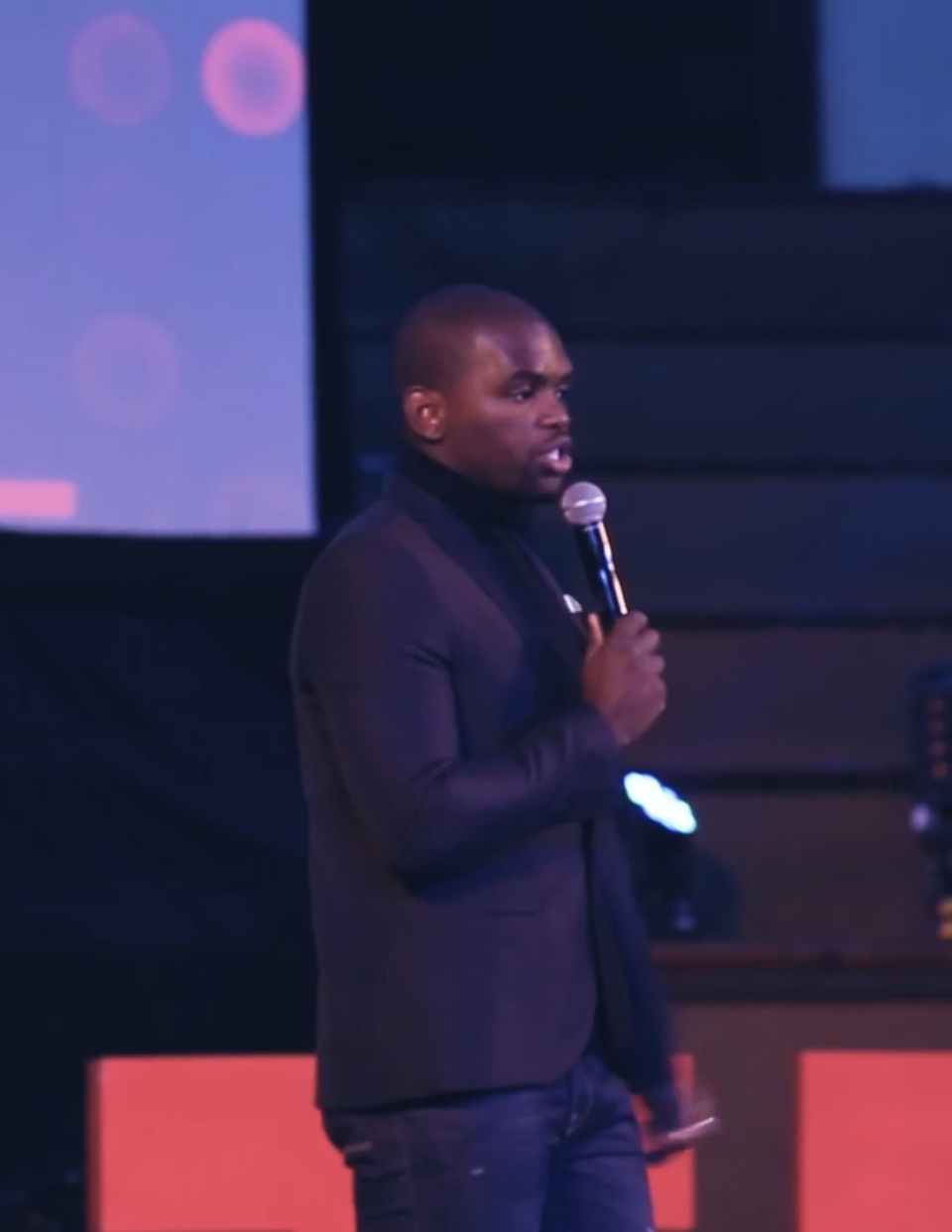
Ngesi au TEDx Cape Town 2015

Ngesi se lance dans un spectacle d'humour solo DeKaf, qui dure trois ans au Festival national des arts et remporte le prix Ovation de la meilleure comédie au festival de 2010.
Ngesi joue aux côtés de Rob van Vuuren dans le film de comédie policière de 2012 Copposites. Il crée avec van Vuuren et Danielle Bischoff la série de livres pour enfants Florence & Watson ainsi que son spectacle sur scène.
En 2014, Ngesi concourt aux côtés de sa partenaire de danse Marcella Solimeo lors de la septième saison de Strictly Come Dancing, se classant cinquième du concours cette année-là.
Ngesi anime l'émission de magazine The Man Cave depuis 2015, remportant une nomination sur deux pour le meilleur présentateur de télévision aux South African Film and Television Awards (SAFTA). En 2016, il commence à animer et à produire l'émission de concours de télé-réalité Jou Ma se Chef. Il obtient un rôle récurrent en tant interprétant Udo dans la troisième saison de la série d'aventures historiques Starz Black Sails.
Ngesi produit 14 spectacles au Festival national des arts 2017, remportant un prix Spirit of the Fringe pour sa contribution au festival cette année-là Parmi ses spectacles cette année-là, il y avait Siv-ilised.
En 2019, Ngesi apparait dans trois films : Knuckle City, nommé côté sud-africain aux Oscars dans la catégorie Meilleur long métrage international ; Bhai's Cafe, une comédie musicale de style Bollywood ; et la comédie romantique afrikaans Kaalgat Karel. L'année suivante, Ngesi rejoint le casting du drame Showmax Still Breathing incarnant T-Boss.
Ngesi crée et commence à se produire sous le personnage de drag Sivanna en 2021. Le nom est un portemanteau de la boisson au cidre Savanna et du mot Xhosa Siyavana. Il anime le Cape Town Drag Brunch en décembre.
Ngesi rejoint la comédie Showmax Tali's Baby Diary pour sa deuxième saison ainsi que le drame Netflix Jiva. Son rôle récurrent de Victor dans Dam, également sur Showmax, lui vaut sa première nomination d'acteur aux SAFTA 2022 du meilleur acteur dans un second rôle, après avoir reçu des clins d'œil pour son travail de présentation dans le passé.
En janvier 2022, Ngesi est annoncé pour participer au casting du prochain film réalisé par Gina Prince-Bythewood et produit par Viola Davis, The Woman King.

## Filmographie

### Film
| Année | Titre                                    | Rôle                   | Remarques |
| ----- | ---------------------------------------- | ---------------------- | --------- |
| 2007  | Le monde invisible                       | John                   |           |
| 2009  | Invictus                                 | Rose d'Angleterre      |           |
| 2009  | Albert Schweitzer                        | Minkoé                 |           |
| 2010  | Noël en Afrique du Sud                   | Guider                 |           |
| 2012  | Opposés                                  | Alfred "Sharky" Majola |           |
| 2013  | Mandela : un long chemin vers la liberté | Aide                   |           |
| 2016  | Chérie 3 : Ose danser                    | DJ Zubair Khumalo      |           |
| 2017  | Chercheurs Gardiens                      | SS                     |           |
| 2019  | Café Bhai                                | patrick                |           |
| 2019  | ville d'articulation                     | Barbiche               |           |
| 2019  | 438 jours                                | Chala                  |           |
| 2020  | Rêve américain                           | Jude                   |           |
| 2021  | Kaalgat Karel                            | Vuyo                   |           |
| 2022  | Salle de sport de Daryn                  | Jackson                |           |
| 2022  | La femme roi                             | Le Migan               |           |

### Télévision
| Année        | Titre                      | Rôle          | Remarques                         |
| ------------ | -------------------------- | ------------- | --------------------------------- |
| 2004         | Zénon : Z3                 | Policier      | Film original de la chaîne Disney |
| 2008         | 24 : Rédemption            | Thomas        | Film télévisé                     |
| 2010         | Ligue de gloire            | Kaiser Sigcau | Saison 1                          |
| 2011         | Verschollen am Kap         | Youssou       | Mini-série                        |
| 2012         | Auf der Spur des Löwen     | Noé           | Film télévisé                     |
| 2012         | SIES                       | Ike Molefe    | Le rôle principal                 |
| 2014         | Viens danser strictement   | Lui-même      | Saison 7                          |
| 2015-présent | La grotte de l'homme       | Lui-même      | Saisons 3–                        |
| 2016         | Jou Ma se Chef             | Lui-même      |                                   |
| 2016         | Voiles noires              | Tu fais       | 4 épisodes                        |
| 2017         | Ailes-le                   | Lui-même      |                                   |
| 2017         | L'île au trésor de Tropika | Lui-même      | Saison 7                          |
| 2020         | Respire encore             | T-Boss        | 13 épisodes                       |
| 2021         | Journal de bébé de Tali    | Sélébi        | Saison 2                          |
| 2021         | Barrage                    | Victor        | 4 épisodes                        |
| 2021         | JIVA !                     | Paul          | 6 épisodes                        |

## Récompenses et nominations
| Année | Prix                                             | Catégorie                                                    | Travail                       | Résultat   | Réf    |
| ----- | ------------------------------------------------ | ------------------------------------------------------------ | ----------------------------- | ---------- | ------ |
| 2010  | Prix Ovation                                     | Meilleure comédie                                            | DeKaf                         | Lauréat    |        |
| 2017  | Prix Ovation                                     | Prix de l'esprit de la frange                                | Prix de l'esprit de la frange | Lauréat    | [ 8 ]  |
| 2017  | Prix du cinéma et de la télévision sud-africains | Meilleur présentateur de télévision                          | La grotte de l'homme          | Nomination |        |
| 2018  | Prix du cinéma et de la télévision sud-africains | Meilleur présentateur de télévision                          | Ailes-le                      | Nomination |        |
| 2019  | Prix du cinéma et de la télévision sud-africains | Meilleur présentateur de télévision                          | La grotte de l'homme          | Lauréat    |        |
| 2019  | Prix Ovation                                     | Prix Ovation                                                 | Les chroniques du chocolat    | Lauréat    |        |
| 2019  | Prix Ovation                                     | Prix Ovation                                                 | Tats est annulé               | Lauréat    |        |
| 2022  | Prix du cinéma et de la télévision sud-africains | Meilleur acteur dans un second rôle dans une série télévisée | Barrage                       | Nomination | [ 16 ] |
| 2022  | Prix du créateur de contenu DStv                 | Prix de cause                                                | Prix de cause                 | En attente | [ 17 ] |